# Charles James Fox Bunbury
Pour les articles homonymes, voir Bunbury.
Charles James Fox Bunbury, 8e baronnet de Barton Hall (Suffolk), (4 février 1809 – 18 juin 1886) est un naturaliste anglais, Fellow de la Royal Society.

## Biographie
Il est né à Messine, le fils aîné de Sir Henry Bunbury, 7e baronnet, et de Louisa Amelia Fox, et est donc 8e baronnet de Barton Hall (Suffolk). Il fait ses études au Trinity College, à Cambridge. Il épouse Frances Joanna Horner, fille de Leonard Horner, le 31 mai 1844 à Londres. Ils n'ont pas d'enfants.
Il est juge de paix et Deputy Lieutenant du Suffolk, et en 1868, est nommé shérif de Suffolk.
Il est un ardent botaniste et géologue avec un intérêt particulier pour la paléobotanique. Il recueille des spécimens de plantes lors d'expéditions en Amérique du Sud, en 1833, et en Afrique du Sud en 1838. Il a aussi accompagné son grand ami Sir Charles Lyell, le géologue, pour une expédition à Madère. Il est élu Fellow de la Royal Society en 1851.
Il est mort à Barton Hall, Bury, Suffolk, en 1886, et est remplacé dans son titre par son jeune frère, Edward Bunbury, 9e baronnet.